# Pieve di San Giovanni Decollato (Cornacchiaia)
La pieve di San Giovanni Battista Decollato si trova a Cornacchiaia nel comune di Firenzuola.

## Storia e descrizione
L'edificio viene ricordato fin dal 1025 e fino al 1829 mantiene il titolo di pieve, poi trasferito alla propositura di San Giovanni Battista a Firenzuola.
La facciata è preceduta da un portico architravato; internamente è diviso in tre navate delle quali la maggiore risulta, nel profilo esterno, poco sopraelevata rispetto alle altre. Sono elementi tipicamente romanici sia la decorazione del portale sia il pannello di forma triangolare e decorato a scacchiera, posto sulla parete esterna destra.
L'interno, rimaneggiato, era in origine suddiviso da colonne che sostenevano direttamente la travatura lignea del tetto. Nella controfacciata sono due capitelli romanici raffiguranti aquile.

## Antico piviere di Cornacchiaia
- chiesa di San Giovanni Battista di Firenzuola;
- chiesa di San Bartolomeo alle Valli;
- chiesa di San Jacopo a Castro;
- chiesa di San Martino a Castro;
- chiesa di San Matteo al Covigliaio;
- chiesa di San Michele a Casanuova;
- chiesa di Santa Maria a Frena;
- chiesa di Santa Maria di Rifredo;
- chiesa di San Pietro di Santerno;
- badia di San Pietro a Moscheta.